# The Broad

The Broad, 2024

The Broad ist ein Privatmuseum für zeitgenössische Kunst an der Grand Avenue in Downtown Los Angeles.

## Geschichte und Beschreibung
Das private Kunstmuseum The Broad wurde am 20. September 2015 eröffnet und ist nach dem Milliardär Eli Broad und seiner Frau Edythe benannt, die das 140 Millionen Dollar teure Gebäude für die Präsentation ihrer rund 2000 Werke umfassenden Privatsammlung hauptsächlich finanzierten.
Der vom New Yorker Architekturbüro Diller Scofidio + Renfro entworfene zweistöckige Museumsbau in unmittelbarer Nachbarschaft zur Walt Disney Concert Hall umfasst 11.000 m², davon 7.000 m² Ausstellungsfläche, sowie die Leihbibliothek der Broad Art Foundation.